# Werkerfolg
Den Werkvertrag charakterisiert die Erfolgsbezogenheit, vgl. § 631 Abs. 2 BGB. Insoweit spricht man auch vom Werkerfolg.

## Begriff
Bei der Verwendung des Begriffes ist auf folgendes zu achten:
Das eine Mal geht es bei dem Begriff darum, ob überhaupt ein Erfolg versprochen ist. Falls ja, dann gilt Werkvertragsrecht und beispielsweise nicht Dienstvertragsrecht, bei dem der Dienstleistende seine Vergütung auch dann bekommt, wenn der „Erfolg“ – beispielsweise die Heilung durch den Arzt – nicht eingetreten ist. § 631 BGB enthält für die Abgrenzung eine abstrakte Beschreibung der Merkmale eines Werkvertrages. Die Merkmale dienen also zur Bestimmung, ob die Regelungen über den Werkvertrag (§§ 631 ff BGB) auf eine vertragliche Vereinbarung Anwendung finden. So liegt beispielsweise ein Werkvertrag vor, wenn sich der Unternehmer verpflichtet, etwas herzustellen, vgl. § 631 Abs. 1 BGB. Nicht erfolgs-, sondern lediglich tätigkeitsbezogen, ist hingegen der Dienstvertrag. In jedem Einzelfall ist zu bestimmen, ob ein Werkerfolg vereinbart worden ist.
Das andere Mal geht es bei dem Begriff darum, welcher Erfolg konkret versprochen ist. Das muss konkret an der jeweiligen Vereinbarung beantwortet werden. So verspricht abstrakt gesehen der Taxifahrer dem Fahrgast das Ankommen am Ziel, was der Fahrgast als Erfolg auch erwartet. Aber wo der Fahrgast ankommen will, geht aus der abstrakten Betrachtung noch nicht hervor.

## Begriff im Baurecht
Weicht die Bauausführung vom Werkerfolg ab, ist das entsprechende Bauwerk mangelhaft.
Der Begriff des Werkerfolgs beim Bauvertrag ist mit der Blockheizkraftwerk-Entscheidung des BGH aus dem Jahr 2007 in die aktuelle Diskussion geraten. Anlässlich eines Fragebogens zum privaten Baurecht des Bundesjustizministeriums empfiehlt der 3. Deutsche Baugerichtstag, § 633 Abs. 2 BGB redaktionell an die Funktionalitätsrechtsprechung des BGH anzupassen. Dem treten Teile der Literatur entgegen.